# No Time to Cry (Cradle of Filth)
No Time to Cry è un singolo della band symphonic black metal britannica Cradle of Filth, tratto dall'EP del 2001 Bitter Suites to Succubi. Sono presenti tre tracce tra cui una canzone inedita.
Si tratta di una cover del gruppo gothic rock The Sisters of Mercy, contenuta nel loro primo album del 1985 First and Last and Always.

## Tracce
1. No Time to Cry - 3:22 - The Sisters of Mercy cover
2. Born in a Burial Gown (The Polished Coffin Remix) - 5:18
3. Deleted Scenes of a Snuff Princess - 5:36

## Formazione
Gruppo
- Dani Filth - voce
- Paul Allender - chitarra
- Gian Pyres - chitarra
- Robin Eaglestone - basso
- Martin Powell - tastiere
- Adrian Erlandsson - batteria

Corista
- Sarah Jezebel Deva - voce addizionale

Altri musicisti
- Eicca Toppinen - violoncello
- Perttu Kivilaakso - violoncello
- Max Lilja - violoncello
- Paavo Lötjönen - violoncello